# Monarda lindheimeri
Monarda lindheimeri är en kransblommig växtart som beskrevs av Georg George Engelmann och Asa Gray. Monarda lindheimeri ingår i släktet temyntor, och familjen kransblommiga växter. Inga underarter finns listade i Catalogue of Life.